# Dolicheremaeus coronarius
Dolicheremaeus coronarius är en kvalsterart som beskrevs av Chakrabarti, Bhaduri och Balsi Chand Kundu 1981. Dolicheremaeus coronarius ingår i släktet Dolicheremaeus och familjen Tetracondylidae. Inga underarter finns listade i Catalogue of Life.